# Wyzwolenie Bredy
Wyzwolenie Bredy (także bitwa o Bredę) – wyzwolenie holenderskiego miasta Breda przez siły polskiej 1 Dywizji Pancernej podczas II wojny światowej w dniach 28–30 października 1944 roku.

## Tło sytuacyjne
Po zakończeniu kampanii w Normandii, zwieńczonej unicestwieniem wojsk niemieckich we Francji w kotle Falaise, polska 1 Dywizja Pancerna została skierowana do Belgii w celu wywierania dalszego nacisku na siły nieprzyjaciela oraz zadania mu jak największych strat, zanim wycofa się za rzeki wyznaczające naturalną granicę Niemiec na zachodzie. Coraz bardziej palącym problemem dla wojsk alianckich stawało się jednak zaopatrzenie. Porty francuskie znajdowały się już zbyt daleko od linii frontu, poza tym niektóre z nich, np. Brest nie nadawały się do użytku z powodu niemieckiego sabotażu. Antwerpia, największy port belgijski, została zajęta w nienaruszonym stanie przez siły anglo-kanadyjskie 4 września, ale nie można było z niego korzystać przed oczyszczeniem z sił niemieckich szerokiej delty rzeki Skalda na granicy holendersko-belgijskiej. Rozpoczęły się wielotygodniowe, krwawe boje nazywane bitwą o Skaldę. W tym samym czasie na południe od Skaldy rozpoczęto mniejszą operację, mającą na celu wspieranie wysiłku Kanadyjczyków, uderzenie w kierunku rzeki Moza. 15 września polska 1 Dywizja Pancerna działająca w ramach II Korpusu Kanadyjskiego ruszyła do ataku przekraczając granicę holenderską i zajmując w przeciągu następnych czterech dni niewielki port w Ternauzen oraz miejscowość Axel. Po tych walkach dywizja pozostawała przez około miesiąc w odwodzie, przyjmując uzupełnienia i reorganizując struktury po poniesionych stratach.

## Bitwa
20 października rozpoczęła się operacja Pheasant, angażująca sił pięciu państw alianckich, które celem było wyzwolenie holenderskiej prowincji Brabancja Północna aż do linii rzeki Moza. Polacy wyruszyli do boju dwa dni później, 22 października, walcząc m.in. w rejonie Gilze i Molenschot. 27 października gen. Stanisław Maczek dowodzący 1 Dywizją Pancerną otrzymał rozkaz zajęcia Bredy – największego miasta Brabancji Północnej, a przy tym ważnego węzła transportu drogowego, kolejowego i rzecznego. Dzień później polscy żołnierze pojawili się na przedpolach Bredy, wypierając przeciwnika z okolicznych wsi. Niemcy byli przygotowani na odparcie ataku od zachodu, zgodnie z kierunkiem ofensywy alianckiej. Polacy jednak obeszli Bredę łukiem od północy siłami 10 Brygady Kawalerii Pancernej pod dowództwem płk. Tadeusza Majewskiego, wykonali zwrot o 90 stopni, po czym zaatakowali miasto od wschodu, osiągając pełny efekt zaskoczenia. Niemcy nie mieli przygotowanych stanowisk obronnych we wschodniej części Bredy, nie byli więc w stanie stawić tam skutecznego oporu. W tym samym czasie 3 Brygada Strzelców pod dowództwem płk. Franciszka Skibińskiego atakowała od południowego zachodu, tym samym Polacy wzięli przeciwnika w kleszcze. Niemcy, obawiając się okrążenia, wycofali się z miasta. Dlatego, pomimo że Breda była obsadzona aż przez trzy niemieckie dywizje: 256., 711. i 719., miasto uniknęło krwawych walk. Polacy atakowali bez przygotowania artyleryjskiego, aby uniknąć strat wśród ludności cywilnej oraz w zabytkowej zabudowie miasta. 30 października zneutralizowano ostatnie odosobnione punkty niemieckiego oporu a 1 Dywizja Pancerna defilowała przez Bredę, witana entuzjastycznie przez miejscowych Holendrów.

## Epilog
Niezwłocznie po wyzwoleniu Bredy 1 Dywizja Pancerna wymaszerowała ponownie na front i 3 listopada uderzyła na holenderskie miasto Moerdijk, gdzie w sześciodniowej bitwie do 9 listopada stłumiła niemiecki opór. Po tych walkach Polacy okopali się na linii Mozy. Stamtąd wyruszyli dopiero 7 kwietnia 1945 r. do ostatecznego uderzenia na Niemcy.
Zdobycie Moerdijk, które zakończyło „operację Breda”, jak dowódca 1 Dywizji Pancernej, gen. Stanisław Maczek określał walki od rozpoczęcia ataku na Ternauzen i Axel 22 października do ustania walk 9 listopada, zbiegło się w czasie z brytyjsko-kanadyjską operacją Infatuate, zdobyciem holenderskiej wyspy Walcheren, będącym zwycięskim zwieńczeniem bitwy o Skaldę. Po oczyszczeniu wód przybrzeżnych z min port w Antwerpii został odblokowany, co poprawiło sytuację zaopatrzeniową aliantów. Choć walki z udziałem polskiej dywizji toczyły się na mniej istotnym odcinku frontu, były one jednym z aktów ostatecznego odebrania Niemcom kontroli nad południową Holandią.
W toku „operacji Breda” 1 Dywizja Pancerna straciła 69 oficerów i 876 szeregowych (zabitych, rannych i zaginionych). Niemcy w tym samym czasie ponieśli straty w wysokości 53 oficerów oraz 2892 szeregowych.

## Pamięć

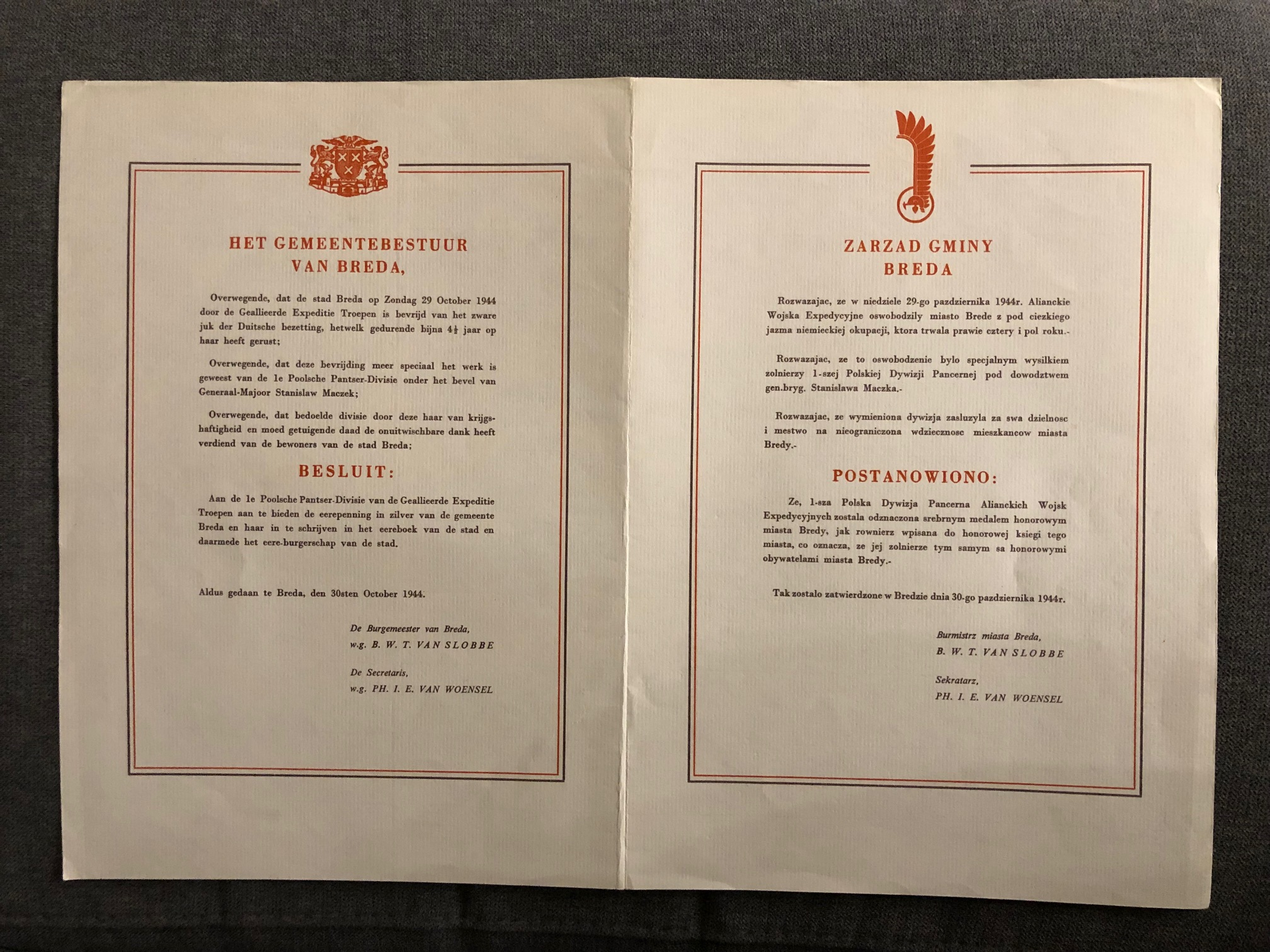
W uznaniu za wyzwolenie Bredy, prawie bez strat wśród ludności cywilnej i w zabudowie, wszyscy żołnierze 1 Dywizji Pancernej otrzymali Honorowe Obywatelstwo

W uznaniu za bardzo szybkie wyparcie Niemców z miasta prawie bez strat wśród ludności cywilnej i w zabudowie, mieszkańcy Bredy otaczali Polaków z 1 Dywizji Pancernej wielkim szacunkiem i wdzięcznością. Każdy polski żołnierz, który uczestniczył w wyzwoleniu miasta, otrzymał Honorowe Obywatelstwo Bredy. Na polskim cmentarzu wojennym w Bredzie pochowano 162 Polaków poległych w kampanii holenderskiej, a w 1994 r. dołączył do nich dowódca, gen. Stanisław Maczek. Ponieważ ze względu na spodziewane represje w komunistycznej Polsce żołnierze Polskich Sił Zbrojnych na Zachodzie nie mogli powracać do kraju, po wojnie wielu maczkowców zdecydowało się osiedlić w Bredzie, gdzie zakładali mieszane, polsko-holenderskie rodziny i mieszkali tam przez resztę życia.
Walki żołnierza polskiego pod Bredą zostały upamiętnione na Grobie Nieznanego Żołnierza w Warszawie napisem na jednej z tablic po II wojnie światowej „BREDA 29 – 30 X 1944”.
W 75. rocznicę wyzwolenia Bredy, 29 października 2019 r. odbyły się w mieście międzynarodowe uroczystości, w których wziął udział król Niderlandów Wilhelm-Aleksander oraz Prezydent Polski Andrzej Duda.
Holenderski lokalny klub NAC Breda w sezonie 2024/2025 będzie występował w koszulkach z wizerunkami żołnierzy 1 Dywizji Pancernej upamiętniających wyzwolenie Bredy (w 2024 przypada jego osiemdziesiąta rocznica). Na koszulkach pojawiły się także napisy „NAC Breda dziękuje”, „Polska-Breda” i daty „1944–2024”.